# وو تشيان (عسكري)
وو تشيان (بالصينية: 吴谦) هو ناطق رسمي صيني، ولد في 1973 في بكين في الصين.